# نبردناو کلاس براندنبورگ
کلاس کلاس براندنبورگ (به انگلیسی: Brandenburg-class battleship) یک کلاس از کشتی است که طول آن ۳۷۹٫۵۸ فوت (۱۱۵٫۷۰ متر) می‌باشد.